# Linwood Boomer
Linwood Boomer, in alcune produzioni anche Lindwood Dalton o Enzo Stussi (Vancouver, 9 ottobre 1955), è un attore, sceneggiatore e produttore televisivo statunitense di origine canadese, noto principalmente per essere stato il creatore della serie televisiva Malcolm, di cui è stato sceneggiatore per 151 episodi tra il 2000 e il 2006, produttore per 129 episodi tra il 2000 e il 2005 e interprete nel ruolo di Loan Shark in un episodio del 2006.

## Biografia
Nato a Vancouver, terzo di quattro fratelli, oggi Boomer vive a Los Angeles, è sposato con Tracy Katsky ed è padre di quattro figli.
Il suo primo importante ruolo come attore, e quello per cui è più noto, è quello dell'insegnante Adam Kendall in 35 episodi della serie televisiva La casa nella prateria tra il 1978 ed il 1981, mentre successivamente, con il nome di Lindwood Dalton, ha interpretato Jared Markson in diversi episodi della soap opera Febbre d'amore tra il 1984 e il 1985.
Come autore e produttore, i suoi primi lavori sono state due serie per la NBC, Silver Spoons (1985-1986) e Night Court (1986-1988). Dopo l'insuccesso della trasposizione per la televisione americana della serie britannica Red Dwarf, di cui venne trasmesso soltanto l'episodio pilota, Boomer scrisse alcuni episodi delle situation comedy Flying Blind (Fox 1992-1993) e The Boys Are Back (CBS 1994-1995), di cui era anche coproduttore esecutivo.
Il principale successo di Linwood Boomer è stata comunque la serie televisiva Malcolm, ideata, sceneggiata e prodotta per la Fox: l'episodio pilota vinse il Premio Emmy per la migliore sceneggiatura nel 2000.

## Filmografia
- Suddenly, Love - film TV (1978)
- Hawaii Squadra Cinque Zero - serie TV (1980)
- La casa nella prateria - serie TV (1978-1981)
- Love Boat - serie TV (1982)
- Fantasilandia (Fantasy Island) - serie TV (1983)
- Voyagers! - Viaggiatori del tempo - serie TV (1983)
- Febbre d'amore (The Young and the Restless) - serie TV (1985)
- Malcolm (Malcolm in the Middle) - serie TV (2006)
- Santa Clarita Diet - serie TV (2018)

## Doppiatori italiani
Nelle versioni in italiano delle opere in cui ha recitato, Linwood Boomer è stato doppiato da:
- Lorenzo Macrì in La casa nella prateria (ep. 4x22)
- Massimo Rossi in La casa nella prateria
- Franco Chillemi in Malcolm